# Chi Cá đàn lia
Chi Cá đàn lia (danh pháp khoa học: Callionymus) là một chi cá biển thuộc họ Cá đàn lia (Callionymidae) theo truyền thống xếp trong Bộ Cá vược (Perciformes) nhưng gần đây được một số tác giả chuyển sang bộ Syngnathiformes. Các loài trong chi này được tìm thấy ở khắp các vùng biển thuộc Ấn Độ Dương, Thái Bình Dương và Đại Tây Dương. Đây là chi có số lượng thành viên đông nhất trong họ Cá đàn lia.

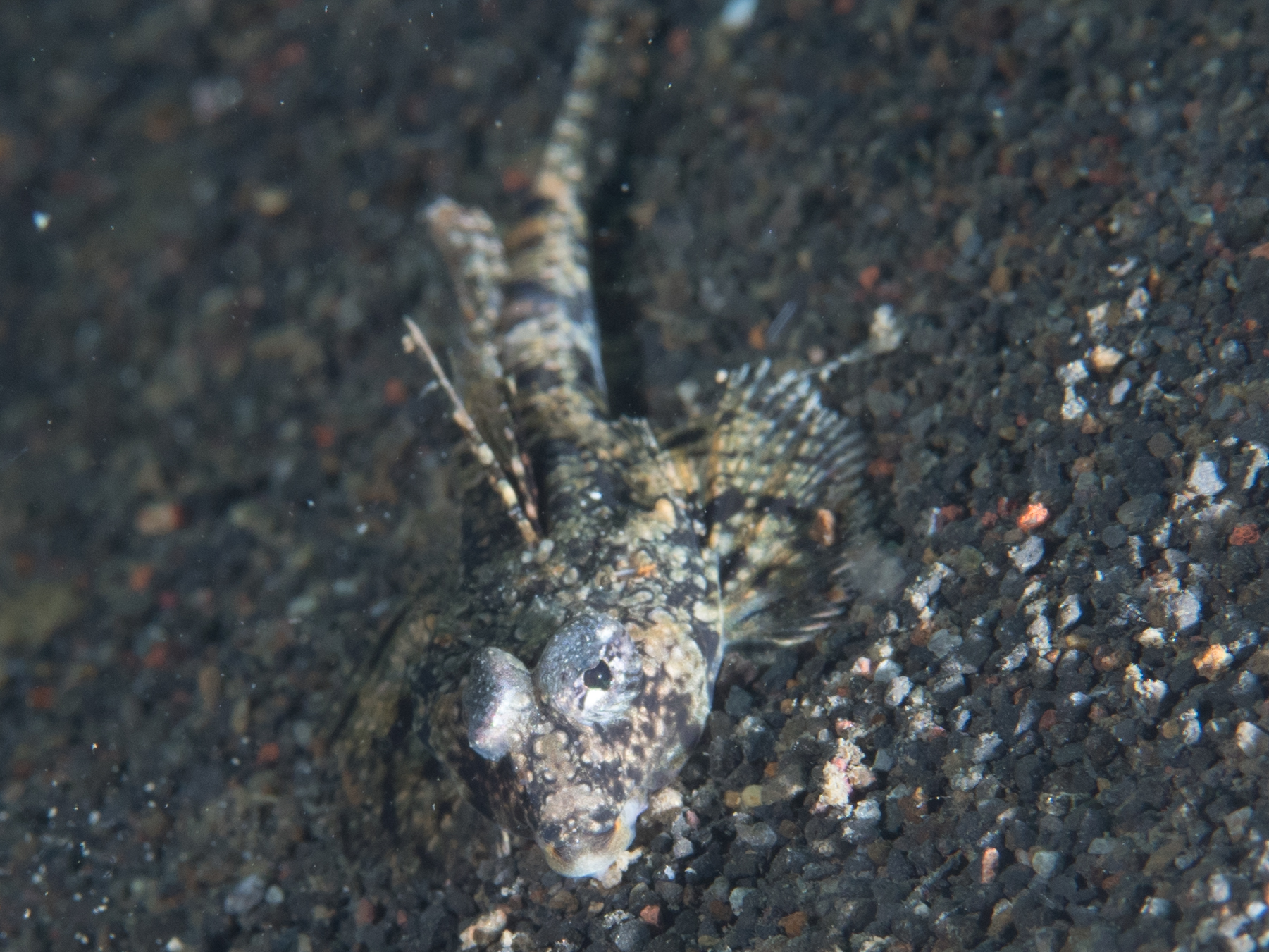
Callionymus superbus

## Các loài
Có 111 loài được ghi nhận trong chi này:
- Callionymus aagilis Fricke, 1999[3]
- Callionymus acutirostris Fricke, 1981
- Callionymus afilum Fricke, 2000[4]
- Callionymus africanus (Kotthaus, 1977)
- Callionymus alisae Fricke, 2016[5]
- Callionymus altipinnis Fricke, 1981
- Callionymus amboina Suwardji, 1965
- Callionymus annulatus Weber, 1913
- Callionymus australis Fricke, 1983
- Callionymus bairdi Jordan, 1888
- Callionymus belcheri Richardson, 1844
- Callionymus beniteguri Jordan & Snyder, 1900
- Callionymus bentuviai Fricke, 1981
- Callionymus bifilum Fricke, 2000[4]
- Callionymus bleekeri Fricke, 1983
- Callionymus boucheti Fricke, 2017[6]
- Callionymus brevianalis Fricke, 1983
- Callionymus caeruleonotatus Gilbert, 1905
- Callionymus carebares Alcock, 1890
- Callionymus colini Fricke, 1993[7]
- Callionymus comptus Randall, 1999[8]
- Callionymus cooperi Regan, 1908
- Callionymus curvicornis Valenciennes, 1837
- Callionymus curvispinis Fricke & Brownell, 1993[9]
- Callionymus decoratus (Gilbert, 1905)
- Callionymus delicatulus (Smith, 1963)
- Callionymus doryssus (Jordan & Fowler, 1903)
- Callionymus draconis Nakabo, 1977
- Callionymus enneactis Bleeker, 1879
- Callionymus erythraeus Ninni, 1934
- Callionymus fasciatus Valenciennes, 1837
- Callionymus filamentosus Valenciennes, 1837
- Callionymus flavus Fricke, 1983
- Callionymus fluviatilis Day, 1876
- Callionymus formosanus Fricke, 1981
- Callionymus futuna Fricke, 1998[10]
- Callionymus gardineri Regan, 1908
- Callionymus goodladi (Whitley, 1944)
- Callionymus grossi Ogilby, 1910
- Callionymus guentheri Fricke, 1981
- Callionymus hainanensis Li, 1966
- Callionymus hildae Fricke, 1981
- Callionymus hindsii Richardson, 1844
- Callionymus ikedai (Nakabo, Senou & Aizawa, 1998)
- Callionymus io Fricke, 1983
- Callionymus izuensis Fricke & Brownell, 1993[9]
- Callionymus japonicus Houttuyn, 1782
- Callionymus kailolae Fricke, 2000[4]
- Callionymus kanakorum Fricke, 2006[11]
- Callionymus keeleyi Fowler, 1941
- Callionymus koreanus (Nakabo, Jeon & Li, 1987)
- Callionymus kotthausi Fricke, 1981
- Callionymus leucobranchialis Fowler, 1941
- Callionymus leucopoecilus Fricke & Lee, 1993
- Callionymus limiceps Ogilby, 1908
- Callionymus lunatus Temminck & Schlegel, 1845
- Callionymus luridus Fricke, 1981
- Callionymus lyra Linnaeus, 1758
- Callionymus macclesfieldensis Fricke, 1983
- Callionymus macdonaldi Ogilby, 1911
- Callionymus maculatus Rafinesque, 1810
- Callionymus madangensis Fricke, 2014[12]
- Callionymus margaretae Regan, 1905
- Callionymus marleyi Regan, 1919
- Callionymus marquesensis Fricke, 1989
- Callionymus martinae Fricke, 1981
- Callionymus mascarenus Fricke, 1983
- Callionymus megastomus Fricke, 1982
- Callionymus melanotopterus Bleeker, 1850
- Callionymus meridionalis Suwardji, 1965
- Callionymus moretonensis Johnson, 1971
- Callionymus mortenseni Suwardji, 1965
- Callionymus muscatensis Regan, 1905
- Callionymus neptunius (Seale, 1910)
- Callionymus obscurus Fricke, 1989
- Callionymus ochiaii Fricke, 1981
- Callionymus octostigmatus Fricke, 1981
- Callionymus ogilbyi Fricke, 2002[13]
- Callionymus omanensis Fricke, Jawad & Al-Mamry, 2014[14]
- Callionymus oxycephalus Fricke, 1980
- Callionymus persicus Regan, 1905
- Callionymus petersi Fricke, 2016[15]
- Callionymus planus Ochiai, 1955
- Callionymus platycephalus Fricke, 1983
- Callionymus pleurostictus Fricke, 1982
- Callionymus profundus Fricke & Golani, 2013[16]
- Callionymus pusillus Delaroche, 1809
- Callionymus regani Nakabo, 1979
- Callionymus reticulatus Valenciennes, 1837
- Callionymus risso Lesueur, 1814
- Callionymus rivatoni Fricke, 1993[17]
- Callionymus russelli Johnson, 1976
- Callionymus sagitta Pallas, 1770
- Callionymus scaber McCulloch, 1926
- Callionymus scabriceps Fowler, 1941
- Callionymus schaapii Bleeker, 1852
- Callionymus semeiophor Fricke, 1983
- Callionymus sereti Fricke, 1998[10]
- Callionymus simplicicornis Valenciennes, 1837
- Callionymus sokonumeri Kamohara, 1936
- Callionymus sphinx Fricke & Heckele, 1984
- Callionymus stigmatopareius Fricke, 1981
- Callionymus sublaevis McCulloch, 1926
- Callionymus superbus Fricke, 1983
- Callionymus tenuis Fricke, 1981
- Callionymus tethys Fricke, 1993[17]
- Callionymus umbrithorax Fowler, 1941
- Callionymus valenciennei Temminck & Schlegel, 1845
- Callionymus vietnamensis Fricke & V. V. Quang, 2018[18]
- Callionymus whiteheadi Fricke, 1981
- Callionymus zythros Fricke, 2000[4]